# Automolis olbrechtsi
Automolis olbrechtsi är en fjärilsart som beskrevs av Sergius G. Kiriakoff 1953. Automolis olbrechtsi ingår i släktet Automolis och familjen björnspinnare. Inga underarter finns listade i Catalogue of Life.